# Quatre monts bouddhistes

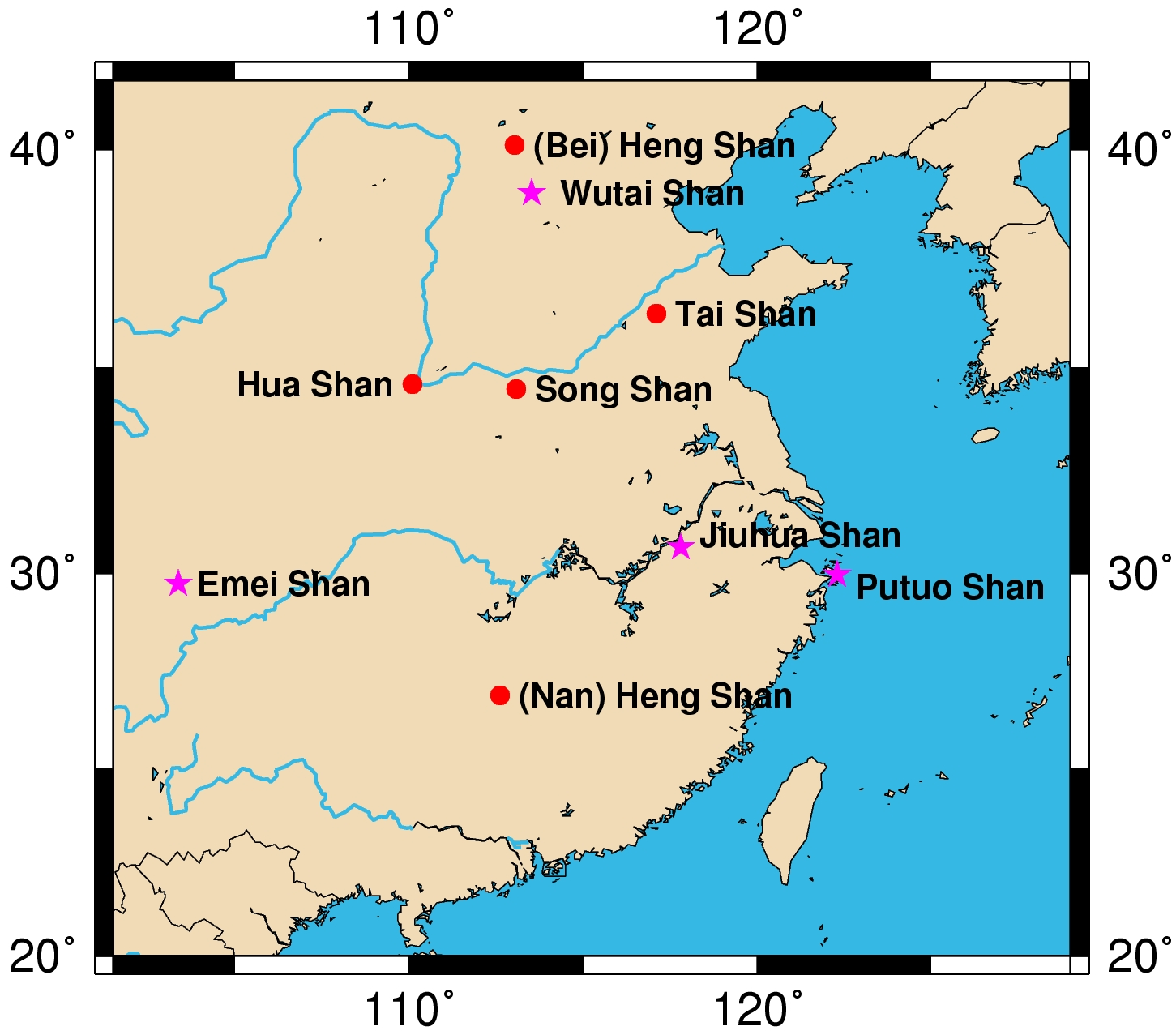
Situation des quatre monts bouddhistes (étoiles) et des cinq monts sacrés (points)

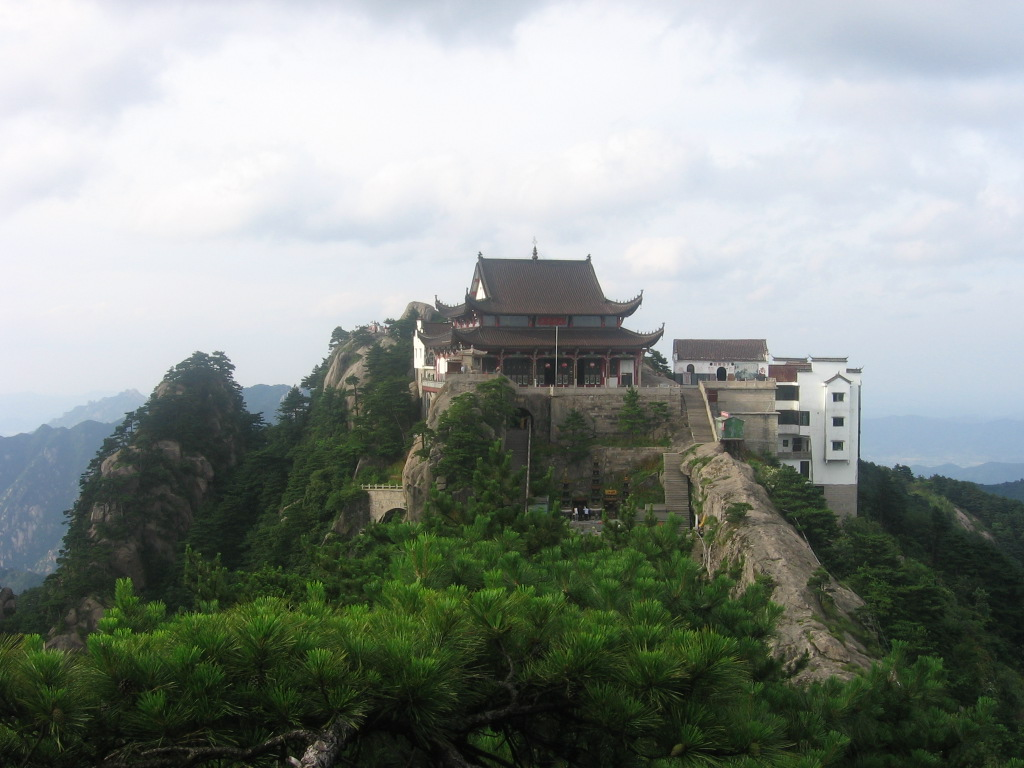
Temple sur le mont Jiuhua

Les quatre grands monts bouddhistes de Chine sont :
- Le mont Wutai (五台山 - Mont des cinq terrasses, 3 058 m) situé dans le Shanxi, consacré au bodhisattva Manjushri-Wenshu, représentant la sagesse.
- Le mont Putuo (普陀山 - Potala, 284 m) situé dans le Zhejiang, consacré au bodhisattva Avalokiteshvara-Guan Yin, représentant la compassion.
- Le mont Emei (峨嵋山 - Mont des beaux sourcils, 3 099 m) situé dans le Sichuan, consacré au bodhisattva Samantabhadra-Puxian, représentant la pratique.
- Le mont Jiuhua (九華山 - Mont des neuf merveilles, 1 341 m) situé dans le Anhui, consacré au bodhisattva Ksitigarbha-Dizangwang, représentant le vœu.

Depuis l’antiquité chinoise, certaines montagnes sont considérées comme des lieux de grande importance religieuse (ex : les cinq montagnes sacrées). Le bouddhisme mahâyâna a lui aussi progressivement fait de certains monts des lieux privilégiés de manifestation des principaux bodhisattvas, qui se remplirent de temples, devinrent buts de pèlerinage et sites d’expériences mystiques.
Le premier mont bouddhiste apparait sous les Wei du Nord, lorsque le mont Wutai est identifié à la « Montagne fraiche », lieu de manifestation du bodhisattva Manjushri selon le Soutra de l’Ornementation fleurie, texte principal de l’école Huayan. Emei, identifié à la « Montagne lumineuse » où réside Samantabhadra suivit rapidement. Inscrit au patrimoine mondial de l’UNESCO depuis 1996, c'est également un mont sacré taoïste et le berceau de l’école Emei d’art martial. Putuo les rejoignit aux IXe – Xe siècles. Le dernier intégré fut, sous les Ming, le mont Jiuhua. Un dicton de cette époque résume leur hiérarchie : « Wutai est d’or, Putuo d’argent, Emei de bronze et Jiuhua de fer » (金五台、銀普陀、銅峨嵋、鐵九華). Ces buts de pèlerinage très fréquentés sous les Ming et les Qing ont tous quatre été institués en parcs nationaux, et sont devenus des lieux touristiques importants de Chine populaire.